# Хартлауб, Карл Иоганн Густав
Карл Иоганн Густав Хартлауб (также Гартлауб нем. Karel Johan Gustav Hartlaub; 8 ноября 1814, Бремен — 29 ноября 1900, Бремен) — немецкий врач и зоолог.

## Жизнь
После учебы в Бонне, Берлине и Гёттингене Хартлауб получил учёную степень кандидата медицинских наук в 1838 году. В своих последующих поездках он начал с 1840 года с собирания и исследования экзотических птиц, которых он завещал музею общества естествознания в Бремене. Уже в 1844 году коллекция охватывала примерно 2 000 экземпляров. Хартлауб впервые описал несколько видов птиц. В 1852 году Хартлауб вместе со своим ассистентом Жаном Луи Кабанисом основал «Журнал орнитологии», до сегодняшнего дня ведущий немецкоязычный журнал в своей области.
В 1857 году Хартлауб после поездки в Африку опубликовал свой основной труд «Система орнитологии Западной Африки», в котором он описал 758 видов птиц. В 1860 году вышел в свет «Систематический обзор птиц Мадагаскара». Он поддержал Фридриха Германа Отто Финша (1839-1917) в его труде о птичьем мире Полинезии.

## Родственники
Отец Хартлауба — Карл Фридрих Людвиг Хартлауб (1792-1874) — был богатым торговцем Бремена. Позже он стал сенатором в Бремене. Его матерью была образованная и обладающая художественным чутьём Иоганна Елизавета Хартлауб, урожденная Бух (1785-1874), которая в своём доме содержала литературный салон. Она была дочерью Бременского пастора Филиппа Людвига Буха. Оба сочетались браком в 1813 году. В период с 1814 по 1823 годы мать родила пятерых детей. Единственной сестрой Хартлауба была Лина Каролина Елизавета Доротея фон Айзендехер.
9 июня 1844 года Хартлауб сочетался браком с Каролиной Штахов в Бремене. Их сын Клеменс пошёл по стопам отца и тоже посвятил свою жизнь науке.

## Почести
Несколько видов птиц названы в честь Хартлауба:
- Утка Хартлауба (Pteronetta hartlaubii)
- Ангольская дроздовая тимелия (Turdoides hartlaubii)
- Суданская малая дрофа (Lissotis hartlaubii)
- Чайка Хартлауба (Larus hartlaubii)
- Бархатный ткач Хартлауба (Euplectes hartlaubi)
- Нектарница Хартлауба (Nectarinia hartlaubii)
- Синехохлый турако (Tauraco hartlaubi)